# Pain d'épices

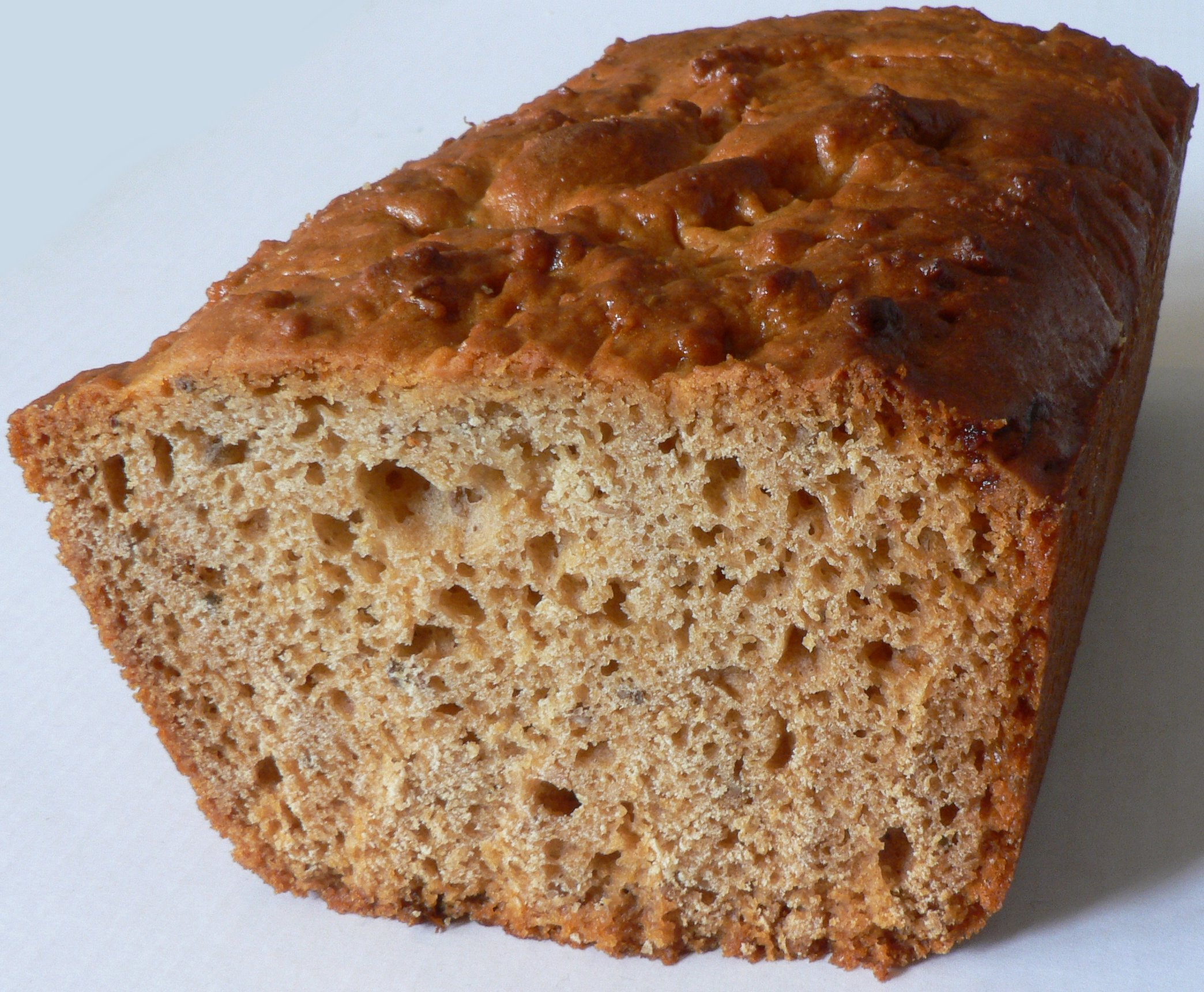
Pain d'épices.

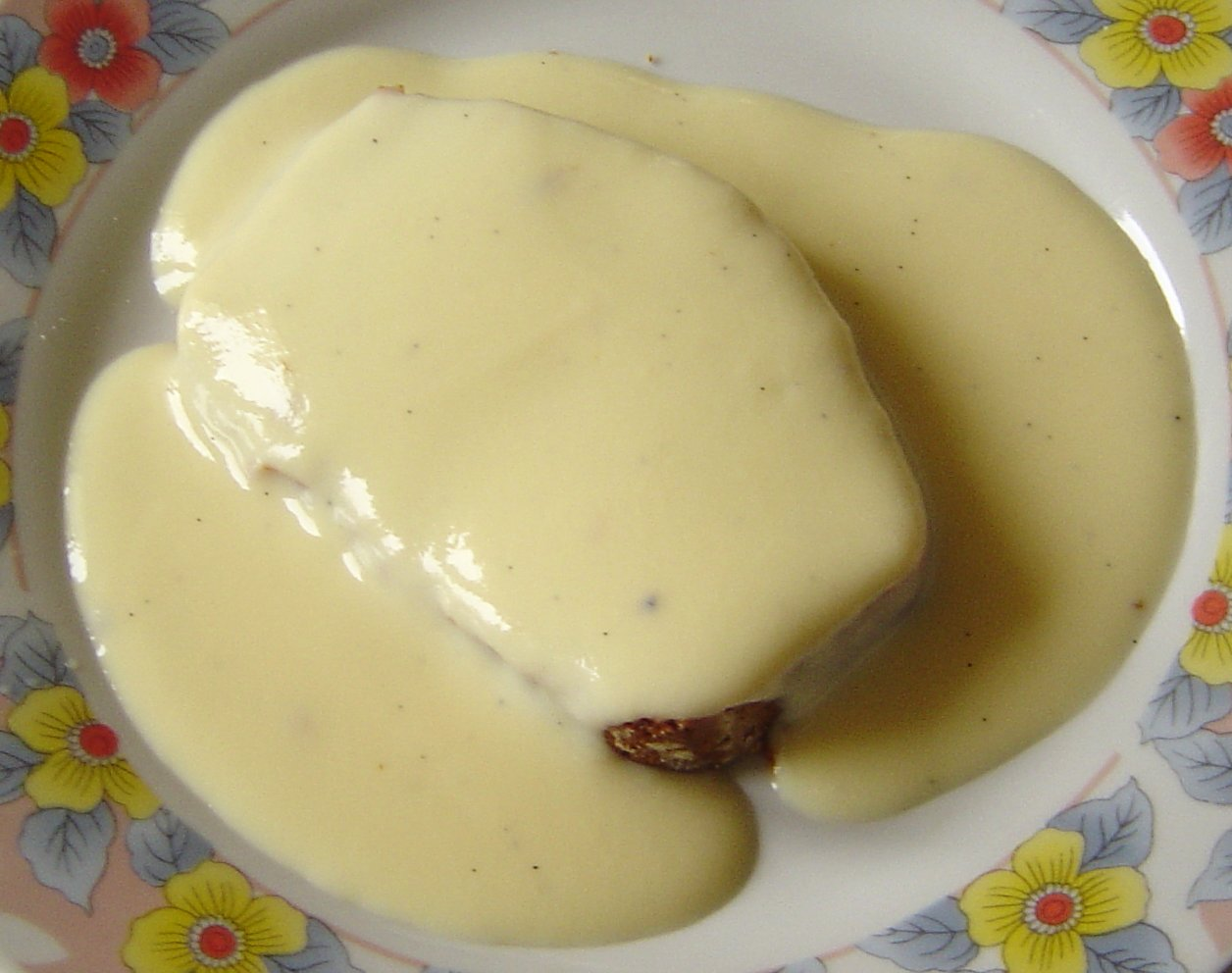
Una rebanada de pain d'épices con crème anglaise sobre su superficie.

El Pain d'épices (en francés 'pan de especias'), en algunas ocasiones se traduce como pan de jengibre, es un pan elaborado en Francia con una gran cantidad de miel y algunas especias incluyendo el anís y posiblemente también el jengibre. El pain d'épices que procede de Dijon tiene una muy buena reputación (bajo la denominación: pain d'épices de Dijon o pain d'épices type Dijon), aunque la capital del pain d'épices es la localidad de Gertwiller en Alsacia, donde tiene incluso un museo, el "Musée du Pain d'Epices et de l'Art Populaire Alsacien". 
En Francia se hizo muy popular un anuncio de una marca que elabora el pan de especies que citaba una canción: « Prosper, youp la boum! C'est le roi du pain d'épices ... ». En Francia, están regulados tanto su elaboración como sus ingredientes por el sindicato "Syndicat National de la Biscuiterie Française".